# レッグス・マクニール
レッグス・マクニール（Legs McNeil）はアメリカのコネチカット州出身の音楽ジャーナリスト。

## 略歴
1956年にコネチカット州チェシャーに生まれる。
1975年、18歳にして、友人と音楽雑誌「パンク」を創刊。　本誌が、パンク雑誌の草分けであるだけでなく、「パンク」というムーブメント名の生みの親であると、マクニールは主張する。

## 主要著書
- プリーズ・キル・ミー(Garageland Jam Books) ジリアン・マッケイン (共著)島田陽子 (翻訳)　メディア総合研究所より刊行